# 친일파 708인 명단 - 밀정
친일파 708인 명단 - 밀정은 2002년 민족정기를 세우는 국회의원모임에서 발표한 친일파 708인 명단 가운데 밀정 16명의 명단이다. 유형이 중복되는 경우에는 이름 옆에 해당 유형을 부기했다.

## 〈밀정〉 목록
- 강낙원 (姜樂遠) : 대한애국부인회를 일본경찰에 밀고
- 김동한 (金東漢) : 밀정투입에 의한 항일조직 교란
- 김인승 (金麟昇) : 일본 외무성 고용인으로 정보를 일본에 제공
- 박두영 (朴斗榮) : 간첩 밀정조직 민생단 단장 - 중추원, 조선총독부 군인, 군수산업 관련자
- 박석윤 (朴錫胤) : 민생단 조직 주동 -  기타
- 배정자 (裵貞子) : 이토 히로부미의 양녀 - 기타
- 선우갑 (鮮于甲) : 일본 경시청 고등계 형사 - 친일단체
- 선우순 (鮮于(金+筍)) : 대동동지회 회장 - 중추원, 친일단체
- 양병일 (楊秉一) : 애국지사 밀고해 투옥케 함 - 애국자 살상자
- 오현주 (吳玄州) : 대한애국부인회를 일본 경찰에 밀고
- 이종형 (李鍾馨) : 총독부 경무국 촉탁
- 이준성 (李俊聖) : 밀고자
- 장문재 (張文才) : 경찰스파이
- 장우형 (張于炯) : 일본 헌병 앞잡이
- 정병칠 (鄭炳七) : 스파이
- 최정규 (崔晶圭) : 만주보민회라는 무장 조직을 통해 독립군 토벌

## 같이 보기
- 대한민국 정부 발표 친일반민족행위자 명단 - 통치 기구